# Tomáš Garrigue Masaryk
Tomáš Garrigue Masaryk (cehă: [ˈtomaːʃ ˈɡarɪk ˈmasarɪk]; n. 7 martie 1850, Hodonín, Imperiul Austriac – d. 14 septembrie 1937, Lány⁠(d), Boemia Centrală, Cehia), cunoscut și sub numele de Thomas Masaryk, a fost un filozof, sociolog și om politic cehoslovac, care a militat pentru independența Cehoslovaciei în timpul Primului Război Mondial și a devenit fondatorul și primul președinte al Cehoslovaciei. Este numit din acest motiv „Președintele eliberator”. Inițial, el și-a dorit să reformeze monarhia habsburgică într-un stat federal democratic, dar, în timpul Primului Război Mondial, a început să susțină abolirea monarhiei și, cu ajutorul Aliaților a reușit în cele din urmă acest lucru. A fost, de asemenea, nominalizat de șaptesprezece ori la Premiul Nobel pentru Pace .

## Formarea profesională

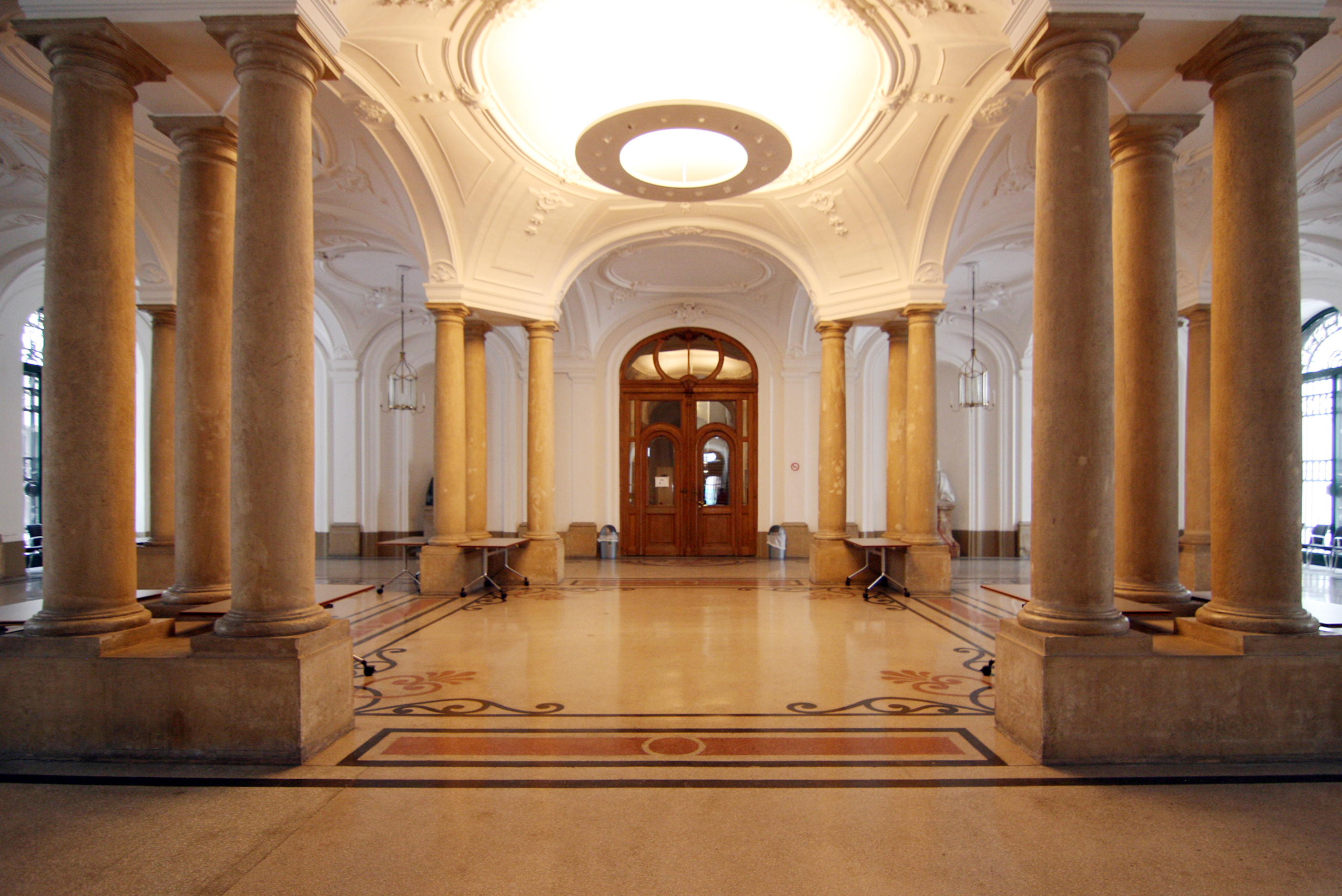
Sala de la parter în „Alte Universität”, proiectată de Jean Nicolas Jadot de Ville-Issey și care găzduiește astăzi Academia Austriacă de Științe.

Masaryk s-a născut într-o familie săracă din clasa muncitoare în orașul Hodonín din Moravia (în regiunea Slovacia Moravă, astăzi în Republica Cehă), ce avea o populație predominant catolică. A crescut în satul Čejkovice din Moravia de Sud, mutându-se mai târziu la Brno pentru a studia.
Tatăl său, Jozef Masaryk (Masárik), un căruțaș analfabet (mai târziu majordom), era un slovac din partea maghiară a Austro-Ungariei (care a devenit după 1918 provincia estică Slovacia a Cehoslovaciei), în timp ce mama sa, Teresie Masaryková (născută Kropáčková) a fost o moravă de origine slavă, dar cu educație germană. Părinții săi s-au căsătorit la 15 august 1849.
După ce a urmat școala primară la Brno și Viena, Masaryk a studiat în anii 1872-1876 la Universitatea din Viena, unde a fost student al lui Franz Brentano. A obținut doctoratul la Universitatea din Viena în 1876 și a susținut teza de doctor habilitat la aceeași universitate, în 1879. Teza a fost intitulată Der Selbstmord als sociale Massenerscheinung der modernen Civilisation („Sinuciderea ca fenomen social de masă al civilizației moderne”). Între anii 1876 și 1879 a studiat la Leipzig (cu Wilhelm Wundt și Edmund Husserl).
Între timp, pe 15 martie 1878, s-a căsătorit cu Charlotte Garrigue în Brooklyn.
În 1882, el a fost numit profesor de filosofie la secția cehă a Universității Caroline din Praga. În anul următor el a fondat Athenaeum, o revistă dedicată științei și culturii cehe. Athenaeum a fost lansată la 15 octombrie 1883 (redactorul revistei a fost Jan Otto).
El a contestat autenticitatea poemului epic Rukopisy královedvorský a zelenohorský, presupus a data de la începutul Evului Mediu și oferind o bază naționalistă falsă șovinismului ceh căruia i s-a opus permanent. De asemenea, a luptat împotriva superstiției calomnioase referitoare la sângele evreiesc în timpul procesului Hilsner din 1899.

## Începutul carierei politice
Masaryk a fost deputat în Reichsrat (Parlamentul Austriac) din 1891 până în 1893 din partea Partidului Tinerilor Cehi și din nou din 1907 până în 1914 ca reprezentant al Partidului Realist (pe care l-a fondat în 1900), dar nu a făcut campanie în favoarea independenței teritoriilor cehe și slovace de Austria-Ungaria. În 1909 l-a ajutat la Viena pe Hinko Hinković să-și pregătească apărarea în procesul fabricat de autorități împotriva membrilor Coaliției Sârbo-Croate (printre care au fost Frano Supilo și Svetozar Pribićević), care au fost condamnați la pedeapsa cu moartea sau la mai mult de 150 de ani de închisoare.
La izbucnirea Primului Război Mondial în 1914, Masaryk a concluzionat că acțiunea cea mai potrivită era să lupte pentru crearea unei țări independente pentru cehi și slovaci și că tratativele pentru obținerea independenței puteau fi realizate numai din exteriorul Austro-Ungariei. A plecat în exil cu fiica sa, Olga, în decembrie 1914, mai întâi la Roma, apoi la Geneva și de acolo la Londra, prin Paris în 1915, în Rusia în mai 1917 și în Statele Unite ale Americii, prin Vladivostok și Tokyo în aprilie 1918. Aflat la Geneva, el a început organizarea cehilor și slovacilor care trăiau în afara Austro-Ungariei, în principal în Elveția, Franța, Anglia, Rusia și Statele Unite, și stabilirea de contacte care se vor dovedi cruciale pentru cauza independenței Cehoslovaciei. De asemenea, el a ținut prelegeri și a scris numeroase articole și memorii oficiale în care a susținut cauza cehoslovacă. A avut un rol esențial în stabilirea Legiunilor Cehoslovace în Rusia ca forțe de luptă eficiente de partea Aliaților în Primul Război Mondial. În timpul războiului a deținut un pașaport sârbesc.
În 1915 a fost unul dintre primii membri ai personalului nou-înființatei Școli de Studii Slavone și Est Europene, care face parte acum din University College London, și în care Sala Comună a Societății Studenților îi poartă numele. El a devenit profesor de studii slave la King's College din Londra, ținând prelegeri despre „Problema națiunilor mici”.

### Primul Război Mondial și crearea Legiunii Cehe
În timpul războiului, rețeaua de informații a lui Masaryk, formată din revoluționari cehi, a furnizat informații importante pentru Aliați. Rețeaua europeană a lui Masaryk a conlucrat cu o rețea de contraspionaj americană formată din aproape 80 de membri conduși de E. V. Voska, iar informatorii care, în calitate de supuși austrieci, erau considerați susținători ai Puterilor Centrale au fost implicați în spionarea diplomaților austrieci și germani. Au fost furnizate printre altele informații care au fost vitale în descoperirea Conspirației indo-germane de la San Francisco. T.G. Masaryk era profesor la Universitatea din Londra din octombrie 1915. El a publicat acolo un studiu intitulat „Racial Problems in Hungary”, în care își afirma ideile cu privire la independența cehoslovacilor. În 1916, Masaryk a mers în Franța pentru a convinge guvernul francez de necesitatea dezmembrării Austro-Ungariei. După Revoluția din Februarie din 1917 a plecat în Rusia (el a plecat la Londra la Petersburg în luna mai) pentru a ajuta la organizarea rezistenței slave împotriva austriecilor - Legiunea Cehoslovacă.
La 5 august 1914 Înaltul Comandament Rus autorizase formarea unui batalion din voluntari cehi și slovaci aflați pe teritoriul Rusiei. Această unitate a mers pe front în octombrie 1914, unde a fost atașată la Armata a III-a Rusă.
Încă de la început, Masaryk a dorit să transforme Družina dintr-un batalion de voluntari într-o unitate militară puternică. Pentru a atinge acest obiectiv, cu toate acestea, el a recunoscut că ar avea nevoie să recruteze prizonieri de război cehi și slovaci din lagărele ruse. La sfârșitul anului 1914 autoritățile militare ruse au permis înrolarea în Družina a prizonierilor de război cehi și slovaci din Armata Austro-Ungară, dar acest ordin a fost anulat numai după câteva săptămâni din cauza opoziției formulate în anumite cercuri ale guvernului rus. În ciuda eforturilor continue de a convinge autoritățile ruse pentru a se răzgândi, cehilor și slovacilor li s-a interzis în mod oficial să recruteze prizonieri de război până în vara anului 1917.
În aceste condiții, unitățile militare cehoslovace din Rusia au crescut foarte încet în perioada 1914-1917. La începutul anului 1916 Družina a fost reorganizată ca Regimentul 1 Pușcași Cehoslovac. Ca urmare a performanțelor militare ale soldaților cehoslovaci din Bătălia de la Zborov din iulie 1917, atunci când trupele cehoslovace au pătruns în tranșeele austriece, Guvernul Provizoriu Rus a acordat în sfârșit lui Masaryk și Consiliului Național Cehoslovac permisiunea de a recruta și de a mobiliza voluntari cehi și slovaci din lagărele de prizonieri. Mai târziu în acea vară, brigăzii cehoslovace i s-a mai adăugat al patrulea regiment și a fost redenumită Prima Divizie a Corpului Cehoslovac din Rusia (Československý sbor na Rusi), cunoscut și sub numele de Legiunea Cehoslovacă (Československá legie) din Rusia. O a doua divizie formată din patru regimente a fost adăugată legiunii în octombrie 1917, efectivele sale crescând la aproximativ 40.000 de militari în anul 1918.
În 1918 el a călătorit în Statele Unite ale Americii (pornind în 7 martie de la Moscova către Vladivostok, Fusan și Tokyo, apoi cu un vapor cu aburi până la Vancouver, și din Canada la Chicago), unde l-a convins pe președintele Woodrow Wilson de dreptatea cauzei sale. Vorbind la 26 octombrie 1918 de pe treptele Sălii Independenței din Philadelphia în calitate de șef al Mid-European Union, Masaryk s-a pronunțat pentru independența cehoslovacilor și a altor popoare asuprite din Europa Centrală. Pe 5 mai 1918 mai mult de 150.000 de oameni din Chicago au umplut străzile pentru a-i face o primire entuziastă viitorului președinte al Cehoslovaciei. Chicago era pe atunci centrul imigrației cehoslovace în Statele Unite ale Americii. T.G. Masaryk ținuse prelegeri la Universitatea din Chicago în anii 1902 și 1907. De asemenea, el a avut puternice legături personale cu SUA din anul 1878 prin căsătoria sa cu un cetățean american, Charlotte Garrigue, și prin prietenia cu Charles R. Crane. Mulțumită lui Crane, un industriaș din Chicago, Masaryk a fost invitat la Universitatea din Chicago și introdus în cele mai înalte cercuri politice, inclusiv la Woodrow Wilson.

## Conducător al Cehoslovaciei și ultimii ani de viață

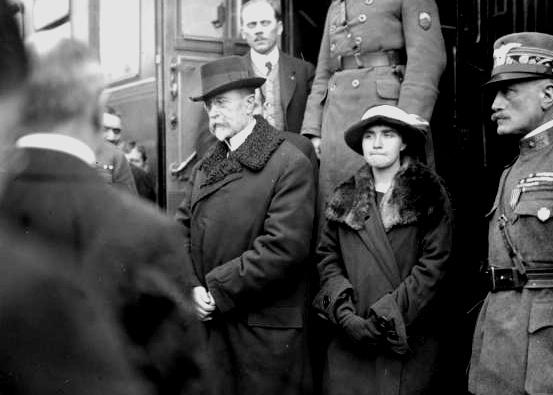
Masaryk în 1918

Odată cu căderea Imperiului Austro-Ungar în 1918, Aliații l-au recunoscut pe Masaryk în calitate de șef al guvernului cehoslovac provizoriu (pe 14 octombrie), iar pe 14 noiembrie 1918 el a fost ales președinte al Republicii Cehoslovace de către Adunarea Națională din Praga (Masaryk se afla la New York în acel moment). El a venit înapoi la Castelul din Praga în 21 decembrie 1918.
Masaryk a fost reales în funcția de președinte de trei ori: în mai 1920, în 1927 și în 1934. O dispoziție inclusă în Constituția Cehoslovaciei din 1920 l-a scutit de limita de două mandate în funcția de președinte al țării. El a vizitat Franța, Belgia, Anglia, Egipt și Palestina (precum și alte țări) în 1923 și 1927. Împreună cu Herbert Clark Hoover a organizat 1. PIMCO – Primul Congres Internațional de Management de la Praga, la care au participat 120 de experți din întreaga lume în iulie 1924, la Praga. În martie 1930 Adunarea Națională a aprobat legea: „T.G. Masaryk, cel care a contribuit la înființarea statului” (legea nr. 22/1930 Sb., din 6 martie, în cehă: „T.G. Masaryk, zasloužil se o stát”). După ascensiunea lui Hitler, el a fost una dintre primele personalități politice din Europa care și-au exprimat temerile. A demisionat din funcția de președinte pe 14 decembrie 1935 din cauza vârstei înaintate și a stării precare de sănătate, iar Edvard Beneš i-a succedat.
Teoretic, puterile lui Masaryk în calitate de președinte au fost limitate; legislatorii constituției au conferit puterea reală primului ministru și guvernului. El a oferit, totuși, o măsură considerabilă de stabilitate în fața schimbărilor frecvente de guvern (au fost zece guverne conduse de nouă prim-miniștri în timpul mandatelor sale). Datorită acestei stabilități și al marelui prestigiu de care se bucura în interiorul și în afara țării, Masaryk s-a bucurat de o autoritate aproape legendară în rândul poporului cehoslovac. El a folosit această autoritate pentru a crea o amplă rețea politică informală numită Hrad (Castelul). Sub conducerea sa, Cehoslovacia a devenit democrația cea mai puternică din Europa Centrală.

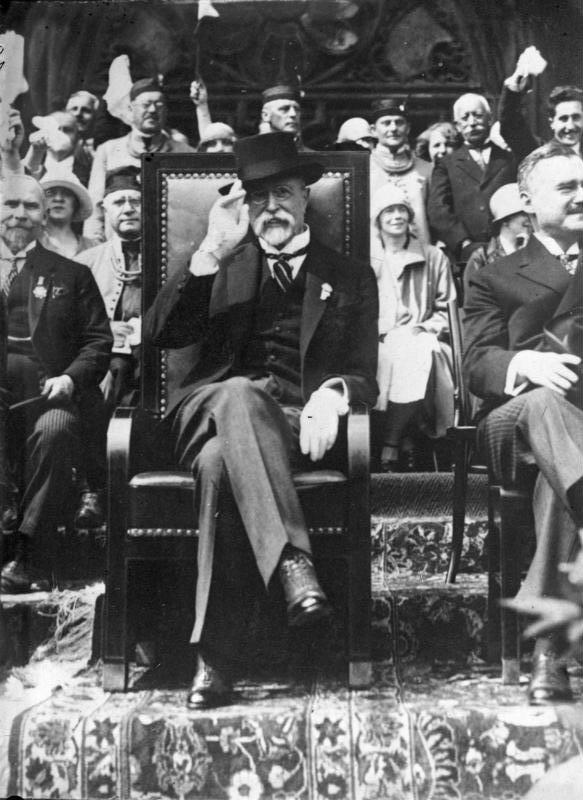
Masaryk în 1932

Masaryk a murit la mai puțin de doi ani după încetarea mandatului („marțea cenușie”, 14 septembrie), la vârsta de 87 de ani, în localitatea Lány din districtul Kladno (Cehoslovacia), acum în Republica Cehă. Murind atunci, el a fost scutit să devină martor la semnarea Acordului de la München și la ocupația nazistă a țării sale. El a fost cunoscut sub numele de „Marele bătrân al Europei”. Instituțiile de stat și societățile democratice ale țării îl comemorează anual pe Msaryk în cimitirul din Lány pe 7 martie și 14 septembrie, începând cu 1989.
Masaryk a scris mai multe cărți, printre care The Czech Question(1895), The Problems of Small Nations in the European Crisis (1915), The New Europe (1917) și The World Revolution (1925), în limba cehă, publicate în limba engleză sub titlul The Making of a State (1927). Scriitorul Karel Čapek a scris o serie de articole intitulate Hovory s T.G.M. (Conversații cu T.G.M.), care au fost adunate mai târziu într-un volum ca o formă de autobiografie.

## Viața personală și filozofia de familie
Motto-ul lui Masaryk a fost „Nu te teme și nu fura” (în cehă Nebát se a nekrást). El a fost un filozof raționalist și umanist sincer și a susținut etica practică, reflectând influența filozofilor anglo-saxoni, a filozofiei franceze și, în special, a operei filozofului german din secolul al XVIII-lea Johann Gottfried Herder, care este considerat fondatorul naționalismului. A fost un critic al filosofiei idealiste germane și al marxismului.
Masaryk s-a căsătorit cu pianista Charlotte Garrigue în 1878 și a adăugat numele ei de familie la numele lui. Ei s-au întâlnit la Leipzig, Germania, și s-au logodit în 1877. Doamna Masaryk s-a născut în Brooklyn, într-o familie protestantă ce avea ca strămoși câțiva hughenoți francezi. Ea a învățat limba cehă la perfecție și a publicat studii despre Bedřich Smetana într-o revistă cehă. Greutățile întâmpinate în timpul războiului și-au pus amprenta asupra ei și ea a murit în anul 1923 din cauza unei boli nespecificate. Fiul lor, Jan Masaryk, a servit ca ministru de externe în guvernul cehoslovac în exil (1940-1945) și apoi în guvernele Cehoslovaciei din 1945 până în 1948. Charlotte a dat naștere și altor patru copii: Herbert, Alice, Eleanor (Anna sau Hana) și Olga.
Deși s-a născut catolic, Masaryk a devenit în cele din urmă un protestant nepracticant, influențat în parte de proclamarea infailibilătății papale în 1870 și de soția lui, Charlotte, care a fost crescută în cultul unitarian.

## Moștenire și omagiere postumă

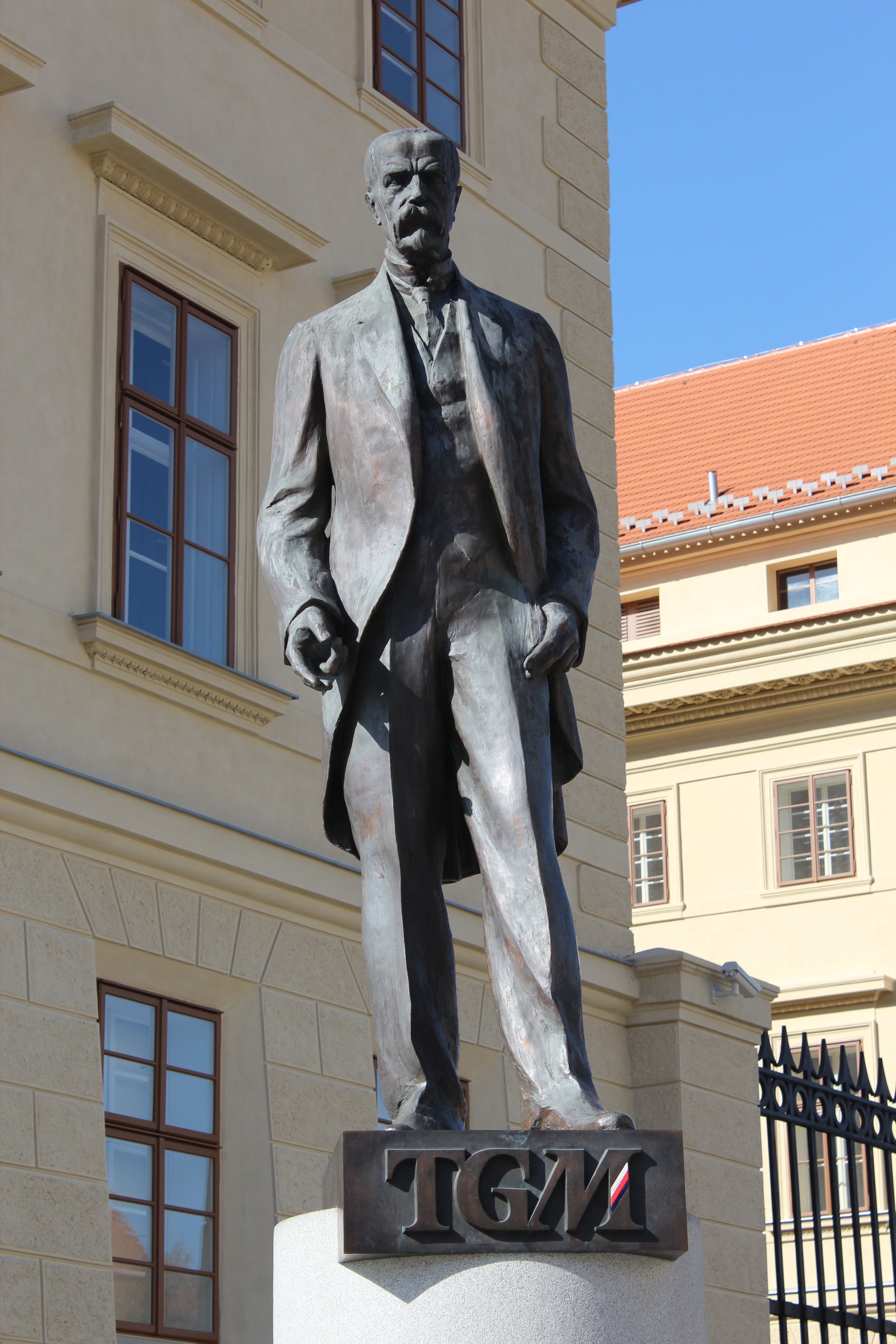
Monumentul lui Masaryk din Praga

În calitate de principal părinte fondator al Cehoslovaciei, Masaryk a fost privit într-un mod similar cu modul în care este privit  George Washington în Statele Unite ale Americii. Chiar și în perioada contemporană, cehii și slovacii îl privesc ca pe un simbol al democrației.
Ordinul Tomáš Garrigue Masaryk este o decorație de stat stabilită în 1990, care este acordată persoanelor care au realizat contribuții remarcabile pentru umanitate, în domeniul democrației și al drepturilor omului.
Universitatea Masaryk din Brno, fondată în 1919 ca a doua instituție de rang universitar din Cehoslovacia, este numită după el.
Numeroase statui, busturi și plăci îl omagiază pe Masaryk. Cele mai multe dintre acestea sunt situate în Republica Cehă și Slovacia, deși există unele și în alte țări, precum statuia lui Masaryk de pe Embassy Row din Washington, D.C., precum și în Parcul Midway Plaisance din Chicago și în grădina de trandafiri a Parcului Golden Gate din San Francisco. O placa cu un portret al lui Masaryk este amplasată pe un perete din orașul Rahău (Ucraina), pe locul unui hotel în care a locuit pentru un timp (1917-1918). Există, de asemenea, un bust al lui Masaryk, ridicat în anul 2002 în Piața Druzhba Narodiv (Piața Prietenia între popoare) din Ujhorod, în vestul extrem al Ucrainei.
Avenida Presidente Masaryk (Bulevardul Președintele Masaryk), un bulevard din Ciudad de Mexico, îi poartă numele, ca și orașul Masaryktown, Florida sau kibuțul Kfar Masaryk de lângă Haifa (Israel), fondat în mare parte de imigranți evrei din Cehoslovacia. Există o Piață Masaryk în Tel Aviv - Masaryk a vizitat orașul Tel Aviv în anul 1927. Numeroase străzi poartă numele lui Masarik pe teritoriul fostei Iugoslavii: există Masarykova ulica la Zagreb, capitala Croației, precum și în multe alte orașe croate, cum ar fi Dubrovnik, Daruvar, Varaždin și Split. Masarikova ulica din Belgrad, Serbia, deși una dintre cele mai mici din oraș, este locul unde se află cea mai înaltă clădire din Belgrad, palatul Beograđanka. Una dintre străzile din centrul orașului Novi Sad (Serbia) este numită Masarikova ulica. Una dintre cele mai mari străzi din capitala Sloveniei, Ljubljana, este, de asemenea, numită după Masaryk. Există o Rue Thomas Masaryk la Geneva, ca ;i o stradă cu același nume în centrul orașului București, România.
O navă a forței expediționare a Națiunilor Unite din romanul science fiction The Forever War (1974) de Joe Haldeman este numită Masaryk.
O fotografie a lui Masaryk sprijinindu-se de fereastra unui tren, făcând cu mâna și strângând mâinile susținătorilor săi, se află pe coperta albumului Album Of The Year (1997) al formației de metal alternativ Faith No More.

## Arborele familiei
|       |       |       |       |       |       |  |  |         |         |         |         | Tomáš Masaryk | Tomáš Masaryk | Tomáš Masaryk | Tomáš Masaryk | Tomáš Masaryk | Tomáš Masaryk |     |     |     |     |  |  | Charlotte Garrigue | Charlotte Garrigue | Charlotte Garrigue | Charlotte Garrigue | Charlotte Garrigue | Charlotte Garrigue |  |  |      |      |      |      |      |      |  |  |
|       |       |       |       |       |       |  |  |         |         |         |         | Tomáš Masaryk | Tomáš Masaryk | Tomáš Masaryk | Tomáš Masaryk | Tomáš Masaryk | Tomáš Masaryk |     |     |     |     |  |  | Charlotte Garrigue | Charlotte Garrigue | Charlotte Garrigue | Charlotte Garrigue | Charlotte Garrigue | Charlotte Garrigue |  |  |      |      |      |      |      |      |  |  |
|       |       |       |       |       |       |  |  |         |         |         |         |               |               |               |               |               |               |     |     |     |     |  |  |                    |                    |                    |                    |                    |                    |  |  |      |      |      |      |      |      |  |  |
|       |       |       |       |       |       |  |  |         |         |         |         |               |               |               |               |               |               |     |     |     |     |  |  |                    |                    |                    |                    |                    |                    |  |  |      |      |      |      |      |      |  |  |
| Alice | Alice | Alice | Alice | Alice | Alice |  |  | Herbert | Herbert | Herbert | Herbert | Herbert       | Herbert       |               |               | Jan           | Jan           | Jan | Jan | Jan | Jan |  |  | Eleanor            | Eleanor            | Eleanor            | Eleanor            | Eleanor            | Eleanor            |  |  | Olga | Olga | Olga | Olga | Olga | Olga |  |  |

## Opere
- (1885) Základové konkretné logiky ("The foundations of concrete logic" - The Specific Logic). Prague. (German translation, Versuch einer concreten Logik, Vienna, 1887)
- (1898) Otázka sociální ("The social question"). Prague. (German translation, Die philosophischen und sociologischen Grundlagen des Marxismus, Vienna, 1899)
- (1913) Russland und Europa ("Russia and Europe"). Jena, Germany. (English translation by Eden and Cedar Paul, The Spirit of Russia, London, 1919)
- (1925) Světová revoluce ("The world revolution"). Prague. (English translation edited by H. W. Steed, The Making of a State, London, 1927)